# Herbert Wilk
Pour les articles homonymes, voir Wilk.
Herbert Christian Ulrich Otto Wilk (né le 10 mai 1905 à Gnoien, mort le 2 novembre 1977 à Berlin) est un acteur allemand.

## Biographie
Le fils de l’ingénieur suit des cours privés à Berlin auprès de Herbert Hainisch et Gustav Müller et fait ses débuts en 1927 à Thale. Dans les années suivantes, il se produit dans les théâtres de Brandebourg, de Memel, de Leipzig et de Hambourg avant de venir à Berlin en 1934. On le voit jusqu'à la fin de la guerre, notamment à la Komödienhaus, au Renaissance-Theater et sur la scène pour les soldats de Berlin.
En 1936, Herbert Wilk fait ses débuts au cinéma. Il est connu par deux personnages centraux, héros militaires dans les films de propagande du Troisième Reich : l'Oberleutnant Schwarz dans Stukas de Karl Ritter et le Kapitänleutnant Hoffmeister dans Sous-marin, en avant ! de Günther Rittau. Wilk continue à être à l'écran après la Seconde Guerre mondiale dans les productions de la DEFA jusqu'à la fondation de l'Allemagne de l'Est.
Son principal domaine d'activité après 1945 reste toutefois la scène (Barlogs Schloßpark et Schiller Theatre), où il se consacre surtout à des pièces modernes. Il apparaît aussi à la télévision.

## Filmographie
- 1936 : Annemarie
- 1937 : Ballade
- 1939 : Le Chant du désert
- 1940 : Kriminalkommissar Eyck
- 1940 : Les Rothschilds
- 1940 : Stukas
- 1941 : Sous-marin, en avant !
- 1941 : Vertigine
- 1946 : Freies Land
- 1946 : Allez Hopp
- 1949 : Der Biberpelz
- 1950 : Dr. Semmelweis - Retter der Mütter
- 1950 : Das Mädchen aus der Südsee
- 1951 : Malheur à celui qui aime
- 1952 : Mein Herz darfst du nicht fragen
- 1954 : La Mouche
- 1954 : L'Amiral Canaris
- 1955 : Le 20 Juillet
- 1956 : L'Espion de la dernière chance
- 1956 : Stresemann
- 1957 : Die unentschuldigte Stunde
- 1959 : Unser Wunderland bei Nacht (de)
- 1959 : R.P.Z. appelle Berlin
- 1959 : Freddy unter fremden Sternen
- 1961 : Unter Ausschluß der Öffentlichkeit